# Койдиново
Ко́йдиново (ранее также Кайденово или Кайдиново) — деревня в Конаковском районе Тверской области. Относится к Козловскому сельскому поселению. До 2006 года — в составе Синцовского сельского округа. Находится на территории Завидовского заповедника.

## История
Название села по одной из версий произошло от вепского «Кайд» («узкий») и славянского «новый».
В прошлом — село Клинского уезда. Основано на Левом берегу Ламы до XVIII века. В конце XVIII века принадлежало Новосильцевым, затем Неплюевым, Карцевым и Долгово-Сабуровым. В 1912 году насчитывало 79 дворов и имело церковно-приходскую школу.
В деревне находится памятник русского каменного зодчества XIX века — церковь Казанской богоматери, который был приписан к Зеленцинскому храму. По легенде устроение первого деревянного храма в селе в 1678 году связано с явлением на берегу Ламы иконы Николая Мирликийского Чудотворца.

## Население
| 2008 | 2010 |
| ---- | ---- |
| 22   | ↘8   |